# Renault Monaquatre
La Monaquatre est une automobile fabriquée par Renault de 1932 à 1936.

## Historique

### 1932

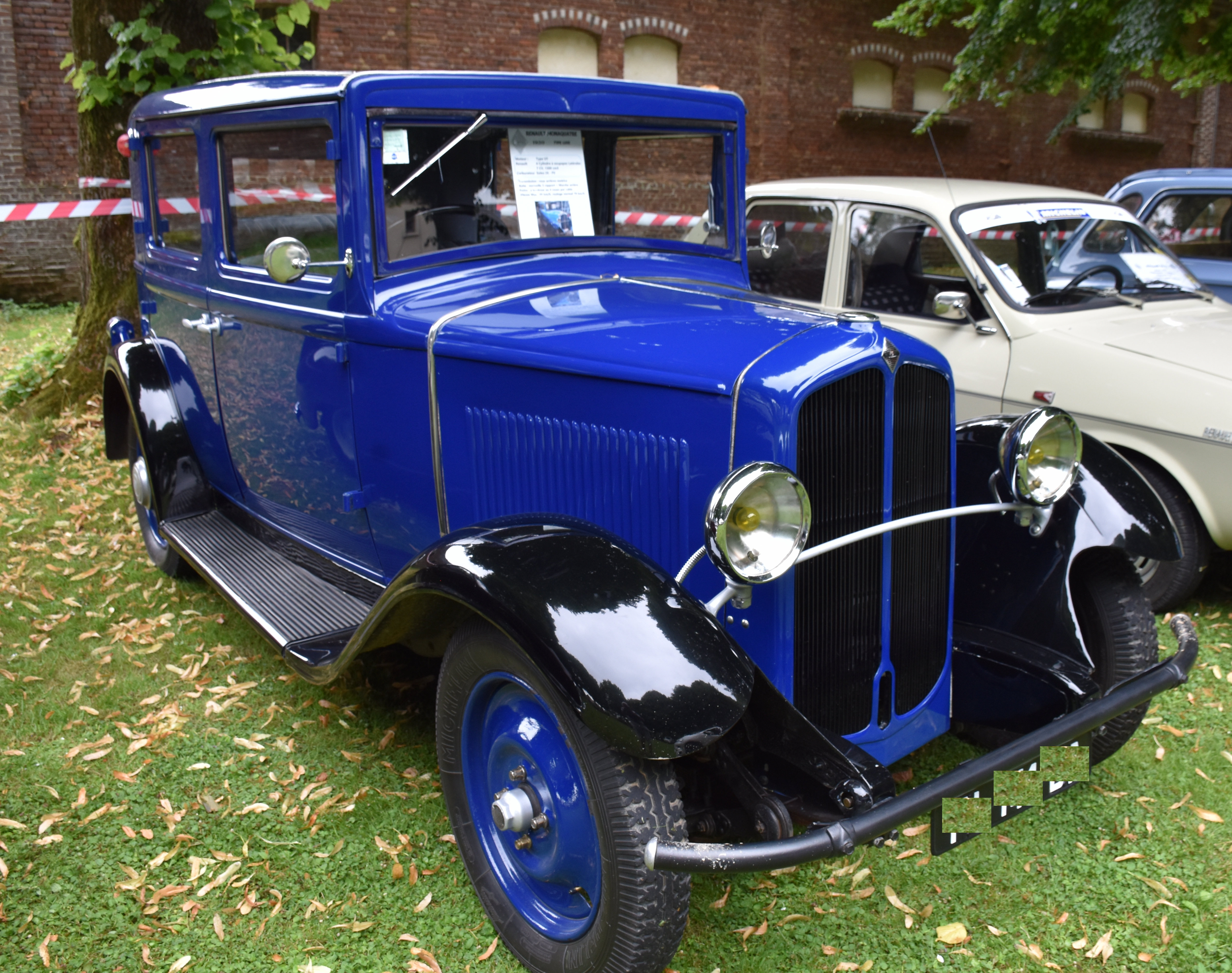
Renault Monaquatre UY

Pour l'année modèle 1932 apparait la Renault moyenne gamme Monaquatre type UY, héritant de la carrosserie de la Renault Primaquatre avec calandre droite, barre entre les phares et fentes verticales sur les côtés du capot. Les pare-chocs sont par contre de simples tubes.
Elle est dotée du moteur 371 quatre cylindres en ligne à soupapes latérales 1 299 cm3 de 25 ch avec un châssis dont l’empattement était de 2,65 m. 
Production : 8 964 exemplaires de Monaquatre UY
En 1932, elle est commercialisée au prix de 18 400 francs.

### 1933

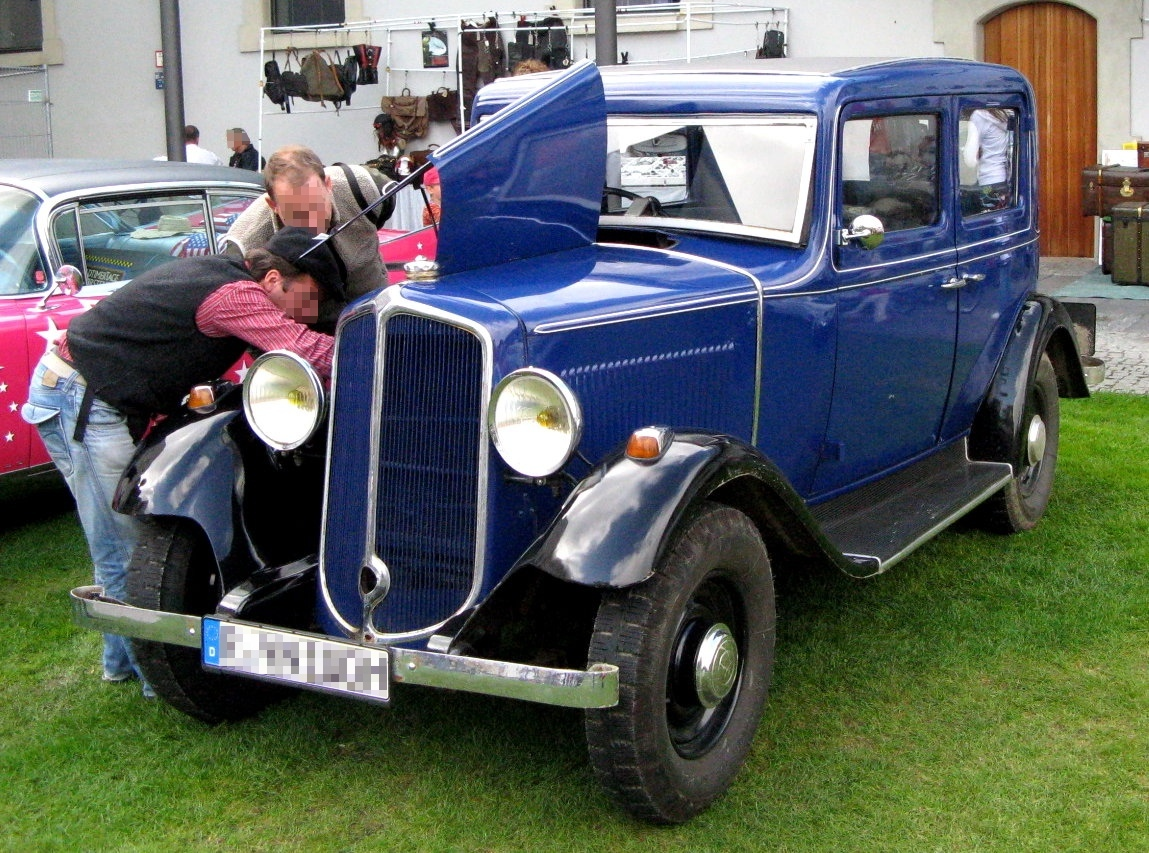
Renault Monaquatre YN1.

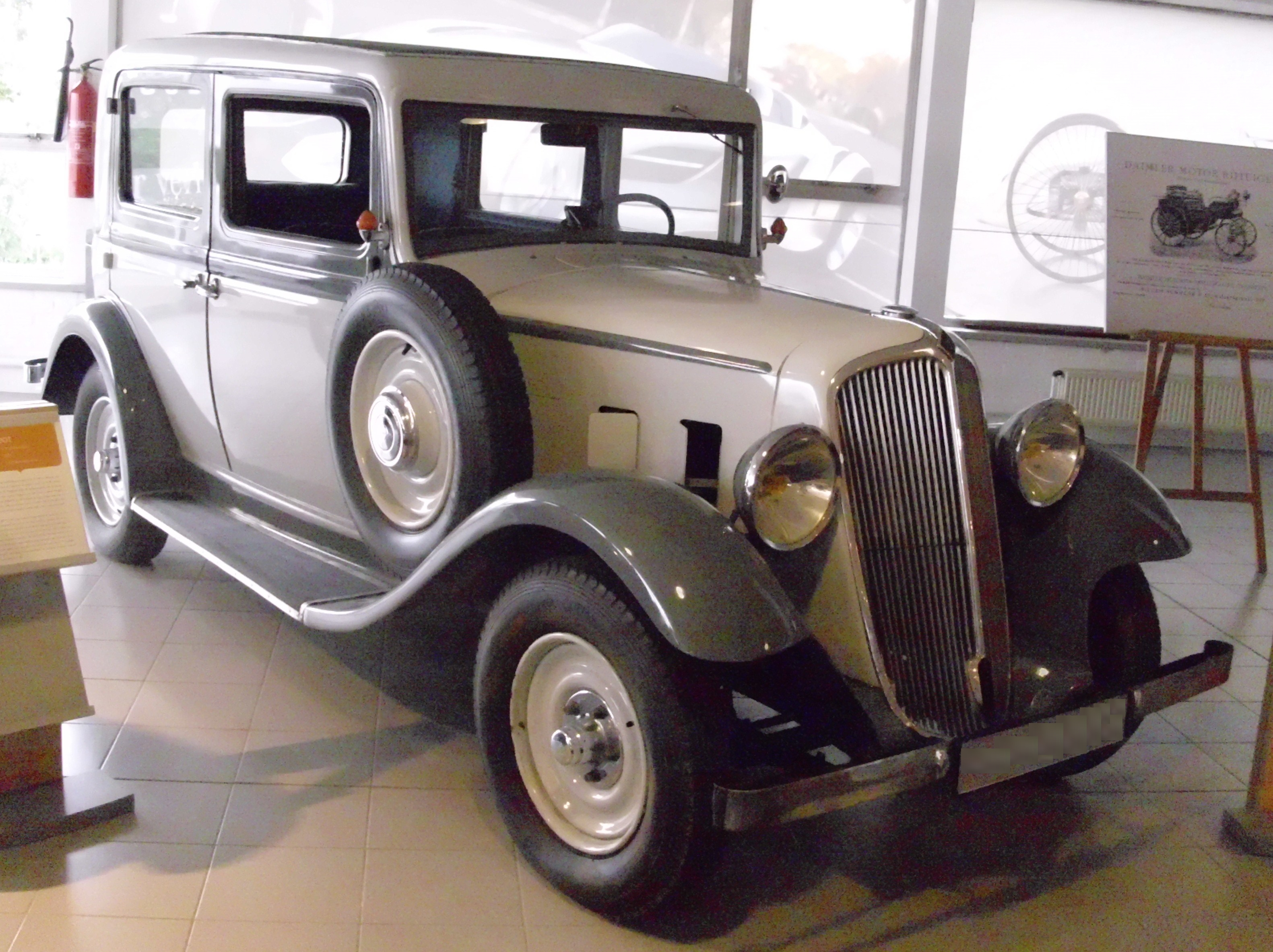
Renault Monaquatre (Type YN 2) Limousine Commerciale 1933.

Pour l'année modèle  1933 le type devient UY1 avec adoption d'une carrosserie propre au modèle. Proposée uniquement en berline sans malle ni enjoliveurs de roues ou en version commerciale. Production : 1 870 exemplaires de Monaquatre UY1.
Pour le même millésime apparait le type YN1 : la cylindrée passe à 1 463 cm3 avec le moteur 396 des Primaquatre alors que l’empattement reste identique. Trois séries sont assemblées : les deux premières conservent des fentes de capot latérales, la dernière gagne des volets et une calandre peinte. Production : 14 158 exemplaires de Monaquatre YN1.
À la fin de l’année, le type YN2 fut commercialisé peu de temps car il s’agissait d’un modèle de transition. Sa calandre est inclinée et le pare-chocs avant droit. Production : 10 849 exemplaires de Monaquatre YN2.

### 1934
Pour l’année-modèle 1934, Renault lance la YN3 qui marque une réelle différence avec les précédents types. Les ouïes du capot devenaient horizontales et la carrosserie devient aérodynamique et avec ailes enveloppantes. La roue de secours reste visible à l’arrière. Production : 5 030 exemplaires de Monaquatre YN3.

### 1935

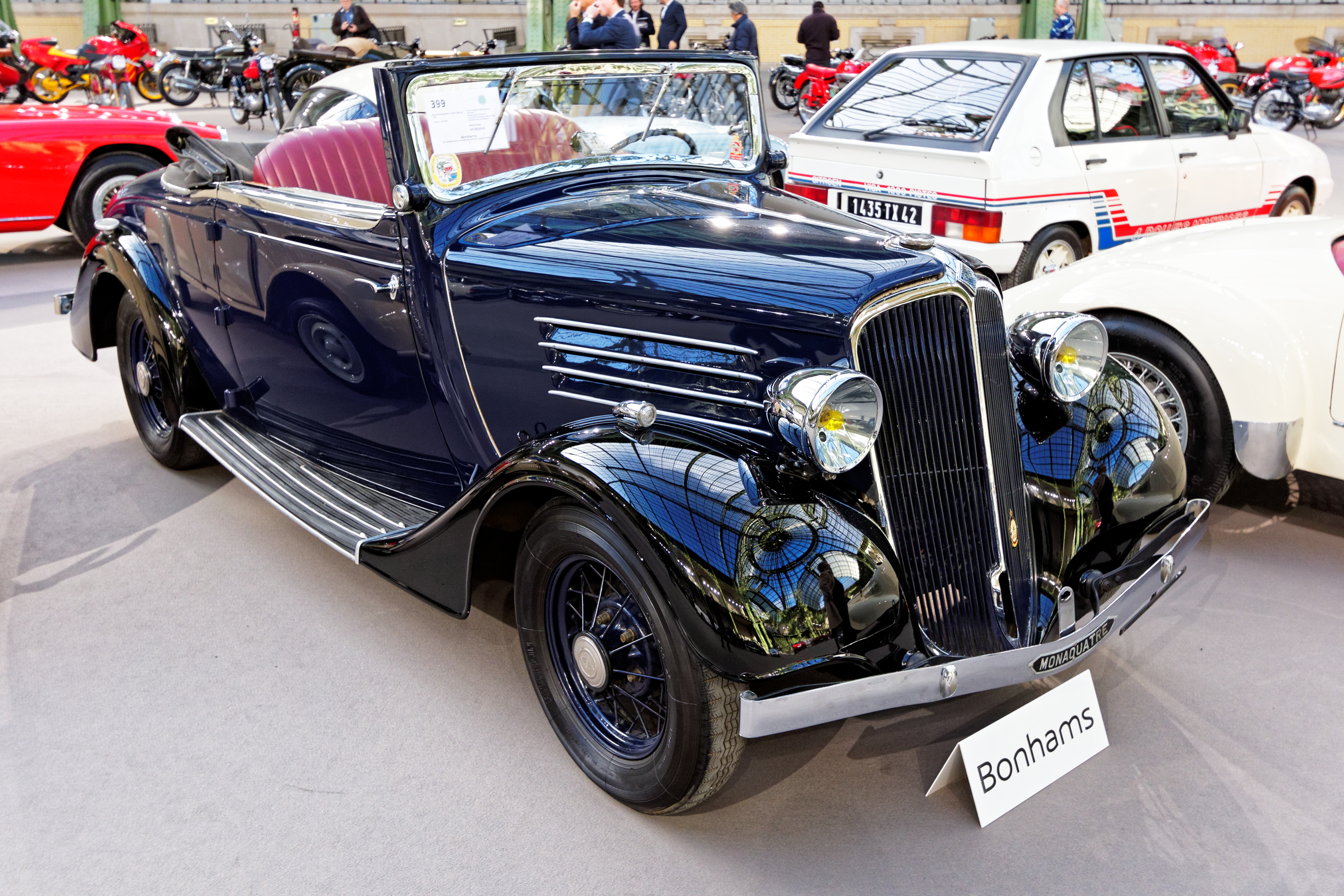
Renault Monaquatre (Type YN4) cabriolet.

La dernière Monaquatre fut la type YN4 pour l’année-modèle 1935. Les ouïes restent horizontales, les ailes sont plus enveloppantes et l’arrière se terminait en queue de pie. La roue de secours disparait dans le coffre. Le moteur sera changé en cours de production pour le type 431 de 1 465 cm3. Production : 10 652 exemplaires de Monaquatre YN4 jusqu'en 1936.